# Rakovo (Sliven)
Rakovo (Bulgaars: Раково) is een dorp in Bulgarije. Het is gelegen in de gemeente Sliven, oblast  Sliven en ligt op 243 kilometer afstand van Sofia.

## Bevolking
Op 31 december 2019 telde het dorp 34 inwoners. Het dorp heeft al sinds de jaren zestig te kampen met een intensieve bevolkingskrimp. Volgens de optionele volkstelling van 2011 vormen etnische Bulgaren (±86%) de grootste bevolkingsgroep.
| dorp Rakovo | 390 | 456 | 451 | 357 | 207 | 102 | 83 | 57 | 36 | 34 |